# Johan Leijonbergh
Johan Leijonbergh, originellement Barckmann, né en 1625 à Stockholm, mort en août 1691 à Londres, était un baron et un diplomate suédois.

## Biographie
Le père de Johan Leijonbergh, Jakob Barkmann, est échevin. 
Leijonbergh est employé à la chancellerie de l'ambassade de Suède à Moscou en 1647. Il accompagne comme secrétaire les diplomates Matthias Palbitzki (1623-1677) dans son voyage en Espagne (1650) et Israël Lagerfelt (1610-1684) dans sa mission en Angleterre (1653).
De 1653 à 1654, il accompagne l'ambassadeur anglais Bulstrode Whitelocke (1605-1675) dans ses allers-retours en Suède et, en 1655, il est nommé commissaire suédois à Londres. Cependant, en 1657, il est appelé à aider le roi Charles X Gustave et est présent à Fredericia et au premier siège de Copenhague. À l'été 1659, il fait office de négociateur entre le roi et la flotte anglaise croisant dans les eaux danoises.
Il est avec le roi à Göteborg et après sa mort en 1660, il séjourne à Stockholm jusqu'à son retour en Angleterre en 1661, en tant que résident. Il y reste jusqu'à sa mort, depuis 1672 avec le rang d'envoyé extraordinaire. Entre-temps, il est nommé assesseur du Collège du commerce en 1664 et reçoit le titre de conseiller de la cour en 1674.
En 1658, il reçoit la dignité de noble et en 1687 celle de baron. Ses dépêches, qui sont conservées aux Archives nationales, contiennent des informations précieuses sur les événements survenus en Angleterre pendant les années mouvementées qu'il y a passées à veiller aux intérêts de la Suède.